# Porte-traîne lesbie
Lesbia victoriae
Espèce
Statut de conservation UICN

 LC  : Préoccupation mineure
Statut CITES
Le Porte-traîne lesbie (Lesbia victoriae) est une espèce de colibris présents en Colombie, Équateur, Pérou et au Venezuela.

## Habitat
Ses habitats sont les forêts tropicales et subtropicales humides, la végétation de broussailles et les plaines de hautes altitudes. On la trouve aussi sur les sites d'anciennes forêts lourdement dégradées et parfois dans les zones urbaines.

Carte de répartition de l'espèce

## Sous-espèces
D'après Alan P. Peterson, cette espèce est constituée des trois sous-espèces suivantes :
- Lesbia victoriae berlepschi (Hellmayr, 1915)
- Lesbia victoriae juliae (Hartert, 1899)
- Lesbia victoriae victoriae (Bourcier & Mulsant, 1846)